# Carlo Gambino
Carlo "Don Carlo" Gambino (n. 24 august 1902, Caccamo, Palermo, Sicilia, Italia – d. 15 octombrie 1976, Massapequa, New York, SUA) a fost un gangster american de origine italiană, mafiot ce a devenit șef al familiei Gambino, care îi poartă numele și astăzi. A fost unul dintre cei câțiva șefi mafioți prezenți la Convenția Apalachin din 1957. Gambino a stat 22 de luni în închisoare (1938-1939) și a trăit până la vârsta de 74 de ani când a murit de infarct în patul său „într-o stare de grație” conform unui preot. A avut doi frați, Gaspare Gambino care mai târziu s-a căsătorit și nu a fost niciodată implicat în Mafie și Paolo Gambino, care a fost caporegime în familia fratelui său.
1. 1 2  Carlo Gambino, GeneaStar
2. 1 2  Carlo Gambino, Find a Grave, accesat în 9 octombrie 2017
3. 1 2  Carlo Gambino, Gambino, Carlo (24 Aug. 1902–15 October 1976), organized crime boss[*]
4. ↑  Carlo Gambino, Encyclopædia Britannica Online, accesat în 9 octombrie 2017